# Acropora papillare
Acropora papillare е вид корал от семейство Acroporidae. Видът е уязвим и сериозно застрашен от изчезване.

## Разпространение и местообитание
Разпространен е в Австралия, Виетнам, Индонезия, Камбоджа, Кокосови острови, Малайзия, Провинции в КНР, Сингапур, Тайван, Тайланд, Филипини и Япония.
Обитава океани, морета и рифове в райони с тропически климат.

## Описание
Популацията на вида е намаляваща.